# Álvaro Folgueiras
Álvaro Folgueiras Campos (Málaga, 1 de abril de 2005) es un jugador de baloncesto español. Con 2,08 metros de estatura, juega en la posición de ala-pívot. Actualmente forma parte de los Iowa Hawkeyes de la conferencia Big Ten Conference, perteneciente a la División I de la NCAA.

## Trayectoria

### Primeros años
Es un jugador formado en las categorías inferiores de CB El Palo hasta categoría infantil, cuando ingresó en la cantera del Unicaja Málaga. En la temporada 2020-21, con apenas 15 años, hace su debut en la Liga EBA con el filial Unicaja y del que también formaría parte en la temporada 2021-22.
El 27 de julio de 2022, se marcha a Estados Unidos para ingresar en la DME Academy de Florida, donde completaría su último año de instituto en la Academia que prepara a los jugadores para dar el salto a la NCAA.
En 2023, participaría en el Adidas Next Generation de la Euroliga, donde se proclamó subcampeón con el combinado invitado tras caer en la final con el Real Madrid, jugando minutos como pívot a las órdenes de Petteri Koponen.

### Universidad

#### Robert Morris
El 23 de mayo de 2023, ingresa en la Universidad Robert Morris ubicada en Moon, Pensilvania, donde jugaría la NCAA con los Robert Morris Colonials. En su primera temporada en el equipo promedió 5,3 puntos, 4,5 rebotes y 1,3 asistencias por partido.
El 21 de diciembre de 2024, en un partido ante Saint Francis, consiguió 27 puntos, 16 rebotes, 4 robos de balón y 3 tapones, todos máximos de su carrera, a lo que añadió 4 asistencias, en la victoria por 90-77. En su segunda temporada acabó promediando 14,3 puntos, 9,3 rebotes, 3,0 asistencias, 1,5 robos de balón y 1,1 tapones por partido, por lo que fue elegido Jugador del Año de la Horizon League e incluido en el mejor quinteto de la conferencia.

#### Iowa Hawkeyes
Tras su magnífica temporada en Robert Morris Álvaro Folgueiras anunciaba su decisión de entrar al Transfer Portal para finalmente iniciar el 21 de abril de 2025 una nueva etapa con los Iowa Hawkeyes, de la Universidad de Iowa. 

### Estadísticas
| Año     | Equipo        | PJ | PT | MPP  | %TC  | %3P  | %TL  | RPP | APP | ROB | TPP | PPP  |
| ------- | ------------- | -- | -- | ---- | ---- | ---- | ---- | --- | --- | --- | --- | ---- |
| 2023-24 | Robert Morris | 32 | 6  | 17.8 | .456 | .286 | .737 | 4.5 | 1.2 | 0.4 | 0.7 | 5.3  |
| 2024-25 | Robert Morris | 31 | 31 | 28.9 | .563 | .420 | .778 | 9.3 | 3.0 | 1.5 | 1.1 | 14.3 |
| Total   | Total         | 63 | 37 | 23.3 | .526 | .361 | .772 | 6.9 | 2.1 | 1.0 | 0.9 | 9.7  |

## Selección
El 10 de julio de 2022, logró la medalla de plata en el Campeonato Mundial de Baloncesto Sub-17 de 2022 en el que España perdió la final frente a la selección de Estados Unidos.
En el verano de 2023, volvió a ser parte del grupo que en el Campeonato de Europa Sub-18 celebrado en Serbia en el que cayeron derrotados en la final ante los anfitriones, consiguiendo una nueva medalla de Plata para su palmarés.